# 魔王 (舒伯特)
魔王（Erlkönig, Op. 1, D 328）是弗朗茨·舒伯特于1815年创作的一首藝術歌曲，它以约翰·沃尔夫冈·冯·歌德的同名诗歌为背景。歌唱者扮演四个角色--叙旁白、父亲、他的小儿子，以及名为魔王的超自然生物。每个角色都表现出不同的應用音域、和声和节奏特征。魔王是一首对演奏者和伴奏者都具有挑战性的作品，自1821年首演以来，一直廣受歡迎 。

### 引用
1. ↑  Deutsch 1983.
2. ↑  Bodley 2003，第228頁.
3. ↑  Gibbs 1997，第8頁.